# Schismadillo ashtoni
Schismadillo ashtoni är en kräftdjursart som beskrevs av Albert Vandel1973. Schismadillo ashtoni ingår i släktet Schismadillo och familjen Armadillidae. Inga underarter finns listade i Catalogue of Life.